# Таксила
Таксила (на брахми пали: 𑀢𑀔𑁆𑀔𑀲𑀺𑀮𑀸; на санскрит: तक्षशिला; на урду: تکششیلا) е археологически обект в Пенджаб, Пакистан. Разположен е на около 20 km северозападно от столицата Исламабад.
Градът е с голямо значение в Древна Индия, намирайки се на ключов кръстопът между Индийския субконтинент и Централна Азия. Таксила се оформя като град около 1000 г. пр.н.е. Поради стратегическото си местоположение, Таксила е управляван от различни държави през вековете. Когато главните древни търговски пътища в региона загубват значението си, градът изпада в упадък, докато накрая е разрушен от номадски племена през 5 век. Развалините на града са преоткрити от сър Александър Кънингам през 19 век.
През 1980 г. Таксила е обявен за обект на световното културно и природно наследство на ЮНЕСКО. През 2006 г. е обявен за най-посещаваната туристическа дестинация в Пакистан от вестник Гардиън. Привлича около 1 милион туристи ежегодно.
Според някои сведения, университетът в Таксила е един от първите в света, докато други не го считат за университет в съвременния смисъл на думата.
Доклад от 2010 г. споменава Таксила като един от 12 археологически обекти в света, които са на ръба на непоправими щети, основните причини за които са лошото управление, иманярството и въоръжените конфликти. Все пак, след това са положени множество усилия за опазването му, което довежда до обявяването му за „добре опазен“ обект.

## История

### Ранно поселение
Районът около Таксила е заселен още от неолитни времена, като из него са открити останки, датиращи от 3360 г. пр.н.е. Развалини, датиращи от ранната Харапска цивилизация около 2900 г. пр.н.е., също са открити в района на Таксила, макар областта да е изоставена след рухването на тази цивилизация.
Първото голямо поселение на територията на днешен Таксила е основано около 1000 г. пр.н.е. Към 900 г. пр.н.е. градът вече участва активно в местната търговия, което е засвидетелствано от керамичните парчета, разкриващи търговски връзки с Пушкалавати.

### Ахеменидски период
Археологическите разкопки разкриват, че градът се е разраснал значително при управлението на персийското Ахеменидско царство през 6 век пр.н.е. През 516 г. пр.н.е. Дарий I предприема кампания, целяща покоряването на Централна Азия, преди да поеме към днешен Афганистан и северните части на Пакистан. Той прекарва зимата на 516/515 г. пр.н.е. в региона Гандхара близо до Таксила и се подготвя да завладее долината на Инд, което осъществява през 515 г. пр.н.е. След това се оттегля и оставя областта под ахеменидски сюзерен с Ксеркс I за владетел. Тя се задържа под ахаменидско господство в продължение на повече от век.
Таксила се управлява и като част от Гандхарското царство след ахеменидския период, но градът понякога сформира свой собствен независим окръг или град държава.

### Елински период
Когато нахлува в долината на Инд, Александър Македонски завладява и Таксила през 326 г. пр.н.е. без битка, тъй като градът е предаден от владетеля му, Омфис. Гръцките историци, придружаващи Александър, опиства Таксила като заможен, проспериращ и добре управляван град. Ариан пише, че Александър е бил приветстван от гражданите и провежда състезание по гимнастика и конна езда в него.

### Маурийски период
Към 317 г. пр.н.е. гръцките сатрапи, останали след Александър, са изтласкани и Таксила попада под контрола на Чандрагупта, който превръща Таксила в регионална столица. Има сведения, че съветникът му, Чанакя, е преподавал във висшето училище в града. По време на управлението на Ашока, градът е превърнат във важен център на будисткото учение, макар в него да се организира и малък бунт по това време.
Таксила се намира на стратегическо място на пътя между маурийската столица Паталипутра и Пешавар и нататък към Централна Азия през Кашмир и Бактрия.

### Индо-гръцки период
През 2 век пр.н.е. Таксила е анексиран от Индо-гръцкото царство. През този период градът вероятно е управляван от няколко династии. При затишията на гръцката власт градът се справя сам, независимо контролирайки няколко местни търговски гилдии, които също секат по-голямата част от автономната му валута. Към 1 век пр.н.е. индо-скитският владетел Азилис разполага с три монетни двора, единият от които се намира в Таксила.
Последният гръцки владетел на Таксила е свален чрез преврат от индо-скитския цар Мауес около 90 г. пр.н.е. Гондофар, основател на Индо-партското царство, завладява Таксила около 20 г. пр.н.е. и го обявява за своя столица.

### Кушански период
Около 50 г. гръцкият неопитагорийски философ Аполоний Тиански посещава Таксила, описвайки го като укрепен град, построен по симетричен план и сходен по размер на Ниневия. Съвременните археологически находки подкрепят твърденията му. Надписите от 76 г. сочат, че градът вече е попаднал под кушанска власт по това време, след като Куджула Кадфиз го превзема от партите.

### Гуптски период
Към средата на 4 век империята Гупта подчинява териториите в източната част на Гандхара, установявайки база в Таксила. Градът става известен с търговските си пътища за коприна, сандалово дърво, коне, памук, сребърни изделия, перли и подправки. Именно по това време той започва да бъде широко отразяван в класическата индийска литература – както като културен център, така и като милитаризиран пограничен град.
Университетът на града все още съществува, когато е посетен от китайския поклонник Фасян около 400 г.

### Упадък
Кидаритите, които са васали на ефталитите, нападат Таксила около 450 г. Макар да са отблъснати от гуптския император Скандагупта, градът така и не се възстановява напълно, вероятно поради наличието на силни номадски племена в района, намалялата търговия и тройната война между перси, кидарити и хуни в западната част на Гандахара.
Белите хуни помитат Гандхара и Пенджаб около 470 г., причинявайки мащабно опустошение и унищожение на известните будистки манастири и ступи на Таксила. Градът не успява да се възстанови след този тежък удар. От 500 до 540 г. градът се намира под контрола на Хунската държава и постепенно вехне.
Сюен Дзан посещава Индия в периода 629 – 645 г. Той описва Таксила като безлюден и полу-разрушен през 630 г. Повечето му храмове все още тънат в руини и са останали само няколко монаси. Той също споменава, че държавата е станала зависима от Кашмир, а местните военачалници воюват един срещу друг в борба за власт. Към 9 век градът става владение на кабулските шахове, а след това попада под контрола на Махмуд Газневи.